# Andrei Bărbulescu
Andrei Bărbulescu (n. 16 octombrie 1909, Slatina, Olt, România – d. 30 iulie 1987) a fost un fotbalist român, care a jucat pentru echipa națională de fotbal a României la Campionatul Mondial de Fotbal din 1938.